# Thomas Wedders
 (mai 2024).
Thomas Wedders, également connu sous le nom de Thomas Wadhouse, né dans le Yorkshire, en Angleterre, vers 1730, était un artiste de cirque, connu pour avoir le nez le plus long du monde, mesurant prétendument 20 cm de long.
Au-delà de son gros nez, on sait peu de choses sur la vie de Wedders. Le Guinness World Records n'est pas en mesure de vérifier ce record, car il n'existe aucune photographie de Wedders, celui-ci étant décédé avant son invention. Une reproduction en cire de sa tête se trouve dans le musée Ripley's Believe It or Not! de Londres.
En 1896, The Strand Magazine écrivait au sujet de Wedders :
Ainsi, si jamais les nez étaient uniformément exacts pour représenter l’importance de l’individu, ce digne aurait dû amasser tout l’argent dans Thread Needle Street et conquérir toute l’Europe, car son nez prodigieux était un composé de l’acquisition et du martial. Mais ou bien son menton était trop faible, ou son front trop bas, ou bien la nature s'était tellement épuisée à donner un nez à ce prodige qu'elle oubliait complètement de le doter d'un cerveau ; ou peut-être que le nez a évincé cette dernière marchandise. Quoi qu’il en soit, on nous dit que ce Yorkshireman a expiré, le nez et tout, comme il avait vécu, dans un état d’esprit que l’on pourrait décrire comme la plus abjecte idiotie.